# Olof Wikström
Olof Wikström, född 15 november 1826 i Östersunds församling, Jämtlands län, död 27 april 1900 i Västerlövsta församling, Västmanlands län, var en svensk läroverkslärare och riksdagsman från mars 1871 till  1872.
Wikström är begravd på Västerlövsta kyrkogård.